# 白河優菜
白河 優菜（しらかわ ゆうな、1990年3月15日 - ）は、日本のタレント、グラビアアイドル。ダンスボーカルユニット「AppleTale」のメンバー（リーダー)。
東京都出身。エヌウィード所属。

## 略歴・人物
- 「On Your Marks」にて初舞台（2009年）[3]。
- 汐留グラビア甲子園2011準グランプリ受賞[4]。
- 2012年6月、候補生45名の中から日テレジェニック2012メンバーに選ばれ[5]、ロンドンオリンピックのサポーターガールを務める。
- 趣味は、ゲーム・漫画[1]。特技は、ロジック・数独を解く事[1]。

## 作品

### 映像作品
- ゆうなちゅらる（2010年9月29日、オルスタックピクチャーズ）
- スノー・ホワイト（2012年7月20日、竹書房）
- 我 愛 ゆ～な（おーあい ゆ〜な）（2012年11月30日、グラッソ）
- ぷるめりあ（2013年3月20日、ラインコミュニケーションズ）
- なちゅらる 〜white summer〜（2014年8月29日、エヌウィード）
- Cuddle up～優しい気持ち～（2017年3月31日、N-WEED）
- Departure（2020年2月22日、ラインコミュニケーションズ）[6]

## 出演

### テレビ番組
- Dr.伊良部一郎（2011年、テレビ朝日）
- ゴッドタン〜The God Tongue 神の舌〜「マジギライ1/5」（2012年1月7日・2月11日、テレビ東京）
- アイドルの穴〜日テレジェニックを探せ!〜（日本テレビ） - 日テレジェニック2012候補生
- ごりやくさん（KBS京都） - 「第21回妙義神社」旅人（2020年2月）[7]

### 雑誌
- 「Bejean〜女学館〜」グラビア（2010年3月）

### 広告
- 「帝京平成大学」広告イメージモデル

### 舞台
- Kunoichi.TV「On Your Marks」（2009年4月4日 - 5日、新宿・PINK BIG PIG）
- Kunoichi.TV「GET SET」（2009年7月25日 - 26日、銀座小劇場）
- Kunoichi.TV「Paaaaaaaaaaaan!～KIZUNA～」（2009年11月28日 - 29日、下北沢・東演パラータ）
- アリスインプロジェクト「ダウト! 国立公安女子校」（2012年10月28日、銀座博品館劇場） - 日替わりゲスト マキノ 役
- Flying Trip「落下ガール」（2013年3月7日 - 11日、新宿・シアターサンモール） - 吉原みひろ 役
- エヌウィード&Apple Tale×Air studio「GO,JET!GO!GO! Vol.3〜Mr.Moooon Light〜 Apple Tale version」（2013年3月20日 - 24日、東日本橋・アクアスタジオ） - Bチーム
- アクトステージ第4弾「ASU[8]」（2013年8月8日 - 11日、南大塚ホール） - 日替わりゲスト ナギーニ 役
- 国連クラシックライブ協会「赤毛のアン」（2013年11月3日、東京国際フォーラム ホールC） - プリシー 役
- コントユニット「High×Position」（2013年11月、新宿シアターブラッツ）
- 私立ルドビコ女学院vol.2「片恋スパイラル」（2014年9月17日 - 23日、新宿・サンモールスタジオ） - 主演 立花渚 役
- Air studio「シェアハウス -O・MO・TE・NA・SHI-」(2014年11月21日 - 25日、アクアスタジオ）
- Air studio「シェアハウスⅡ -O・MO・TE・NA・SHI-」(2015年2月17日 - 22日、アクアスタジオ）
- Air studio「GO,JET!GO!GO! Vol.1」（2015年3月28日 - 4月5日、アクアスタジオ） - 夏代 役
- Air studio「Kiss Me You〜がんばったシンプー達へ〜」 (2015年5月20日 - 24日、新宿・スペース・ゼロ） - A班 木村幸子 役
- Air studio「シェアハウスⅢ -O・MO・TE・NA・SHI-」（2015年6月12日 - 17日、アクアスタジオ）
- 私立ルドビコ女学院vol.5「フカンショウジョ」（2015年10月17日 - 25日、新宿・サンモールスタジオ） - 主演 立花渚 役
- エヌウィード「舞台版 向日葵」（2015年11月18日 - 23日、ウッディーシアター中目黒） - 主演 藤田ひまわり 役
- Air studio「シェアハウスIV -O・MO・TE・NA・SHI-」（2016年6月26日、東日本橋・アクアスタジオ） - 日替わりゲスト
- アサルトリリィ×私立ルドビコ女学院「シュベスターの秘密」（2016年9月16日 - 25日、新宿・サンモールスタジオ） - 立花・テレジア・渚 役
- オトメライブ「猛獣使いと王子様[9]」（2016年12月14日 - 18日、西新宿・新宿村LIVE）- ティアナ 役
- アサルトリリィ×私立ルドビコ女学院「シュベスターの誓い」（2017年3月1日 - 5日、中野ザ・ポケット） - 立花・テレジア・渚 役
- 人狼TLPT S「未来への十字架」（2018年2月8日 - 12日、新宿村LIVE） - 立花・テレジア・渚 役
- アサルトリリィ×私立ルドビコ女学院「白きレジスタンス〜約束の行方〜」（2018年9月21日 - 27日、池袋・シアターグリーンBIG TREE THEATER） - 立花・テレジア・渚 役
- アサルトリリィ×私立ルドビコ女学院「白きレジスタンス〜真実の刃（やいば）〜」（2019年11月29日 - 12月3日、新宿村LIVE） - 立花・テレジア・渚 役

### ネット配信
- ニコニコ動画生放送『新人騎士物語 光と闇の生活』
- ニコニコ動画生放送『ラグナロクオンライン ひみつギルド』
- ウマバラ！（マシェリバラエティー）
- こんせいそんのスタジオ生放送!(平和島競艇場 ニコ生・YouTube ch、不定期出演)